# Crotaphopeltis braestrupi
Crotaphopeltis braestrupi là một loài rắn trong họ Rắn nước. Loài này được Rasmussen mô tả khoa học đầu tiên năm 1985.